# Ілеску Денис Васильович
Денис Васильович Ілеску (рум. Denis Ilescu; нар. 20 січня 1987, Теленешти, Молдавська РСР) — молдовський футболіст, захисник клубу «Дачія» (Кишинів) та національної збірної Молдови.

## Клубна кар'єра
Денис Ілеску вихованець молодіжної школи Ігоря Добровольського в Кишиневі. Його першим професійним клубом стала кишинівська «Академія», в складі якої він дебютував у 2006 році. У 2007 році перейшов у криворізький «Кривбас». У Вищій лізі провів усього 1 матч, 17 червня 2007 року проти клубу «Харків» (2:0), Ілеску вийшов на 70-ій хвилині замість Олександра Шевелюхіна. У 2007 грав у «Сатурні», провівши лише 9 ігор в першості дублерів. На початку 2008 року був узятий в оренду махачкалінським «Анжі», який виступав у Першому дивізіоні, там також не заграв і повернувся в «Сатурн». У січні 2009 року підмосковним клубом Денис був виставлений на трансфер. У березні того ж року Денис Ілеску повернувся в «Академію». У сезоні 2009/10 років, 2 серпня 2009 року, Ілеску відзначився першим забитим м'ячем у національному чемпіонаті, сталося це в матчі проти «Зімбру» (2:2). У січні 2010 року прибув на перегляд до Ігора Добровольського в «Дачію».

## Кар'єра в збірній
Денис Ілеску викликався до молодіжної збірної Молдови, у складі якої він грав у відбірковому турнірі до молодіжного чемпіонату Європи 2009. 6 лютого 2008 дебютував за національну збірну Молдови, вийшовши на заміну на 82-ій хвилині замість Александру Гацкана в товариському матчі проти Казахстану.